# Ciência de má qualidade
Ciência de má qualidade, ciência ruim (em inglês:  junk science, lit. 'ciência-lixo', 'má ciência',) é um termo usado para descrever pesquisas, análises, dados e teorias científicos considerados falsos ou fraudulentos. Embora não se restrinja a eles, o conceito é frequentemente invocado nos contextos político e jurídico, onde fatos e dados científicos têm um grande peso na tomada de uma decisão. Geralmente transmite a conotação pejorativa de que o dado, pesquisa ou análise em questão foi produzido por motivos políticos, ideológicos, financeiros ou simplesmente não-científicos.
O conceito se popularizou na década de 1990, em relação à prova pericial no processo civil. Mais recentemente, esse conceito tem sido utilizado para criticar investigações sobre as consequências ambientais ou de saúde pública de determinadas atividades empresariais, e em resposta a tais críticas. Dan Agin, por exemplo, em seu livro Junk Science, criticou duramente aqueles que negam a ocorrência do aquecimento global a despeito de toda evidência científica a respeito, enquanto o ex-comentarista da Fox News Steven Milloy tem acusado pesquisas vinculando a indústria de combustíveis fósseis às mudanças climáticas.
Em alguns contextos, o termo junk science é usado em contraposição à dita "ciência sólida". Essa dicotomia tem sido promovida principalmente por Steven Milloy e seu Advancement of Sound Science Center, mas essa acepção é criticada por apresentar pouca diferença em relação às noções de pseudociência, ciência patológica e ciência marginal.

## História
A expressão junk science parece ter sido usada antes de 1985, ano em que um relatório apresentado ao Departamento de Justiça dos Estados Unidos observa que:
O uso de tais evidências científicas inválidas (comumente referidas como "junk science"), resultou em conclusões de nexo de causalidade que simplesmente não podem ser justificadas ou entendidas do ponto de vista do estado atual do conhecimento científico e médico confiável.
Em 1989, o climatólogo Jerry Mahlman, diretor do Geophysical Fluid Dynamics Laboratory, caracterizou a teoria de que o aquecimento global resulta de ciclos solares (apresentada em Scientific Perspectives on the Greenhouse Problem por Frederick Seitz e outros autores) como um exemplo notório de junk science.

Peter W. Huber popularizou o termo em relação ao seu uso em tribunais em seu livro de 1991, Galileo's Revenge: Junk Science in the Courtroom. Essa obra foi citada em mais de 100 livros e referências jurídicas, e como consequência algumas fontes citam Huber como o primeiro a utilizar o termo. Em 1997, a expressão havia efetivamente entrado no léxico jurídico americano, como se observa em um parecer de autoria de John Paul Stevens endereçado à Suprema Corte dos Estados Unidos: 
"Um exemplo de junk science, que deve ser excluído [...] como muito duvidoso, seria o testemunho de um frenologista que pretenda provar a futura periculosidade de um réu com base no contornos do crânio do mesmo".
 Os tribunais americanos de instâncias inferiores têm, posteriormente, definido diretrizes para a identificação de ciência de má qualidade, como no caso de um parecer de 2005 das Cortes de Apelação dos Estados Unidos para o Sétimo Circuito:
"Relatos positivos sobre tratamentos com água magnética não podem ser replicados; isso, mais a falta de uma explicação física para seus efeitos, são marcas típicas de junk science".
Como sugere o subtítulo do livre de Huber, Junk Science in the Courtroom, sua ênfase reside no uso e no mau uso de prova pericial no processo civil. Um exemplo importante citado no livro trata de um litígio relacionado à disseminação da AIDS, em que uma escola da Califórnia procurou impedir que um menino com AIDS frequentasse o jardim de infância. Essa escola contratou um perito, que declarou que existia a possibilidade de a AIDS ser transmitida aos colegas de escola do garoto, através de "vetores" ainda não descobertos. Por outro lado, cinco especialistas testemunharam em nome do garoto, afirmando que a AIDS não é transmitida através de contato casual. Nesse caso, o tribunal acabou por rejeitar o argumento do perito contratado pela escola.

Em 1999, Paul Ehrlich e outros defendiam políticas públicas para melhorar a divulgação de conhecimento científico ambiental válido e desencorajar a difusão de ciência de má qualidade: 
"Os relatórios do Painel Intergovernamental sobre Mudanças Climáticas oferecem um antídoto para ciência de má qualidade, articulando o consenso atual sobre as perspectivas para as alterações climáticas, descrevendo o grau de incertezas, e precisando os potenciais benefícios e custos das políticas para enfrentar a mudança climática".
Em um estudo de 2003 sobre alterações na militância ambiental relacionada ao Glacier National Park, Pedynowski observou que a ciência de má qualidade pode minar a credibilidade da ciência em ampla escala, uma vez que sua deturpação por interesses particulares põe em dúvida argumentos efetivamente científicos e mina a credibilidade de toda uma investigação.
Em seu livro 2006 Junk Science, Dan Agin enfatizou duas principais causas de junk science: a fraude e a ignorância. No primeiro caso, Agin discute resultados  fabricados em pesquisas relacionadas ao desenvolvimento de transistores orgânicos: 
"Quanto à junk science, o aspecto importante é que ambos os Laboratórios Bell e a comunidade internacional de física foram enganados, até que alguém notou que o ruído dos registros publicados por Jan Hendrik Schön em diversos trabalhos eram idênticos—o que significa fisicamente impossível".
No segundo caso, ele cita um exemplo que demonstra a ignorância de princípios estatísticos pela imprensa leiga: 
"Uma vez que uma tal prova é impossível [que alimentos geneticamente modificados sejam inofensivos], o artigo no New York Times foi má propaganda para o Departamento de Agricultura dos EUA—uma má propaganda baseado em uma crença ciência-lixo de que é possível provar uma hipótese nula".
Segundo Agin, a junk science é, em última análise, motivada pelo desejo de ocultar do público verdades indesejáveis.

## Utilização em relações públicas corporativa
John Stauber e Sheldon Rampton, do grupo PR Watch, dizem que o conceito de junk science passou a ser invocado em tentativas de negar as descobertas científicas que se interpõem no caminho de lucros corporativos de curto prazo. Em seu livro Trust Us, We're Experts (2001), eles dizem que as indústrias lançaram  campanhas multimilionárias com o objetivo de associar na mente popular certas teorias como junk science, muitas vezes não empregando elas mesmas o método científico. Por exemplo, a indústria do tabaco tem descrito pesquisas mostrando os efeitos nocivos do tabaco e do fumo passivo como junk science, por meio de astroturfing.
Contrariamente, teorias mais favorável para atividades empresarial são costumeiramente retratadas como "ciência sólida", independentemente de sua qualidade. Exemplos passados incluem a investigação sobre a toxicidade do fitormônio Alar, que foi fortemente criticada por defensores anti-regulamentação, e as pesquisas de Herbert Needleman sobre envenenamento por baixas doses de chumbo. Needleman foi acusado de fraude e pessoalmente atacado.
O comentarista da Fox News Steven Milloy muitas vezes invoca o conceito de junk science para atacar os resultados credíveis de investigação científica sobre temas como o aquecimento global, a destruição da camada de ozônio, e o tabagismo passivo. A credibilidade de Milloy e de seu website junkscience.com tem sido questionada por Paul D. Thacker, um escritor da The New Republic, na sequência de provas de que Milloy havia recebido pagamentos da Philip Morris, da RJR Tobacco, e da Exxon Mobil. Thacker também observou que enquanto Milloy classificava evidências sobre os perigos do tabagismo passivo como junk science, ele recebia da Philip Morris quase US$100.000,00 por ano em honorários de consultoria. Após a publicação desse artigo, o Cato Institute, que hospedava o website junkscience.com, cessou a sua associação com o site e removeu Milloy da sua lista de acadêmicos.
Documentos da indústria do tabaco revelam que executivos da Philip Morris conceberam o "Projeto Whitecoat" na década de 1980 como uma resposta a dados científicos emergentes sobre a nocividade do tabagismo passivo. O objetivo do Projeto Whitecoat, tal como concebido pela Philip Morris e outras empresas de tabaco, foi usar ostensivamente "consultores científicos" independentes para semear na mente do público dúvidas sobre dados científicos, por meio de invocação de conceitos como junk science. De acordo com o epidemiologista David Michaels, que trabalhou na administração Clinton, a indústria do tabaco inventou o movimento da "ciência sólida" na década de 1980, como parte de sua campanha contra a regulamentação do tabagismo passivo.

## Uso por cientistas
Em 1995, a Union of Concerned Scientists lançou iniciativa que reúne uma rede de cientistas empenhados em desmistificar a junk science, através de divulgação na mídia, lobby e o desenvolvimento de estratégias conjuntas para participar em reuniões e audiências públicas. A Associação Americana para o Avanço da Ciência também reconheceu a necessidade de um maior entendimento entre cientistas e legisladores, afirmando que "embora a maioria das pessoas concorde que uma ciência sólida é preferível à junk science, poucos sabem reconhecer o que torna um estudo científico "bom" ou "ruim"". Cientistas individuais também têm utilizado este conceito.
Em tempos de pandemia da COVID-19, a busca por fármacos e terapias eficazes para erradicar a doença tornou-se uma prioridade global. Em 2020, a comunidade científica enfrentou um cenário alarmante e urgente, marcado pela necessidade de desenvolver rapidamente medicamentos e vacinas para controlar a disseminação do vírus. Muitas vidas foram perdidas, e a busca incessante por soluções continuou. Nesse contexto, os cientistas precisaram unir forças para que as pesquisas pudessem atender às necessidades emergentes [22].
Um fenômeno significativo ocorreu quando pesquisas sobre o uso da hidroxicloroquina começaram a proliferar globalmente após a publicação de um artigo em uma revista de grande impacto, que sugeria efeitos positivos desse fármaco no tratamento da COVID-19. Esse estudo gerou um enorme interesse até que órgãos regulamentadores intervieram para examinar a validade das conclusões. Foi identificado que o artigo não apresentava uma metodologia consistente, levando à sua retratação. A retratação de um artigo é prevista nos protocolos de periódicos renomados quando se detecta algum tipo de má conduta, fraude ou erro [22].
O processo de retratação é semelhante a uma correção, mas quando uma correção é considerada insuficiente para resolver o problema identificado, é necessário retratar o artigo. Frequentemente, são os próprios autores que submetem ao periódico um pedido de retratação. Este mecanismo é essencial para manter a integridade e a confiança na literatura científica [24].